# Hokitika
Hokitika es una localidad en la región de la West Coast de la Isla Sur de Nueva Zelanda, 40 km al sur de Greymouth y próxima a la desembocadura del río Hokitika. Según el censo de 2006 la población residente en el área urbana de Hokitika era de 3.078 personas, 12 menos que en 2001. Otras 828 personas viven alrededor de la población, 180 más que en 2001. En los días claros el monte Cook puede verse desde la calle mayor de Hokitika.

## Historia

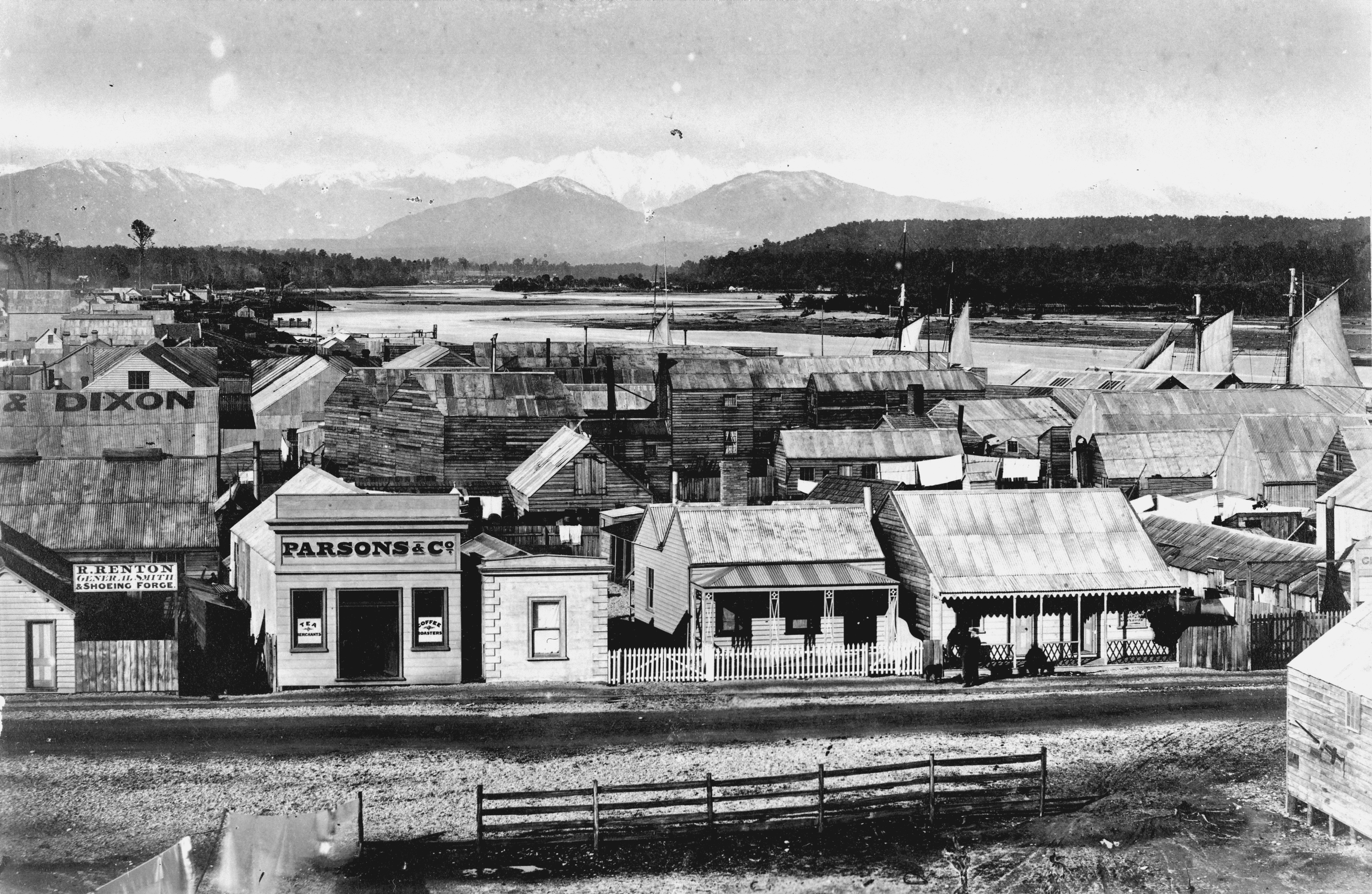
Poblado de Hokitika township en la década de 1870.

Su fundación en 1864 se debió a las minas de oro. Fue el centro de la fiebre del oro de la Costa Oeste. A finales de 1866 era uno de los mayores centros de población del país. Se convirtió en capital de la fugaz Provincia del Oeste (Westland Province) entre 1873 y la abolición de las provincias en 1876.
La población ha decrecido notablemente desde finales del siglo XIX, pero en la actualidad se encuentra en ascenso. Un 30% de los contribuyentes del distrito viven fuera de la Westland.

## Economía
Las principales industrias, dedicadas al pounamu, oro, carbón y los productos forestales han mermado en importancia a lo largo del siglo XX, pero ha surgido una industria del ecoturismo gracias a la cual la población comienza a mostrar signos de recuperación. Hokitika se ha convertido en una parada importante en la carretera principal de la Costa Oeste. También está ganando cierta fama gracias a su festival anual de comida silvestre, en funcionamiento desde 1990.
Otro sector importante es el de los productos lácteos, siendo la sede de la compañía Westland Milk Products. Existe una cooperativa que ha producido lácteos durante años, con un buen ritmo de crecimiento anual (cercano al 10%) y que exporta la mayoría de su producción.
Existe un museo dedicado a la maquinaria para confeccionar calcetines, que muestra máquinas antiguas y ofrece a los visitantes la posibilidad de tejer sus propios calcetines.
Hokitika puede presumir de una de las mejores salas de cine en 3D de la Isla Sur, el Regent Theatre.

## Transporte
La carretera estatal 6 pasa por la ciudad.
Air New Zealand Link ofrece hasta cinco vuelos diarios a Christchurch operados por Eagle Airways. El aeropuerto está junto a la ciudad, al noreste de la población.

## Geografía

### Clima

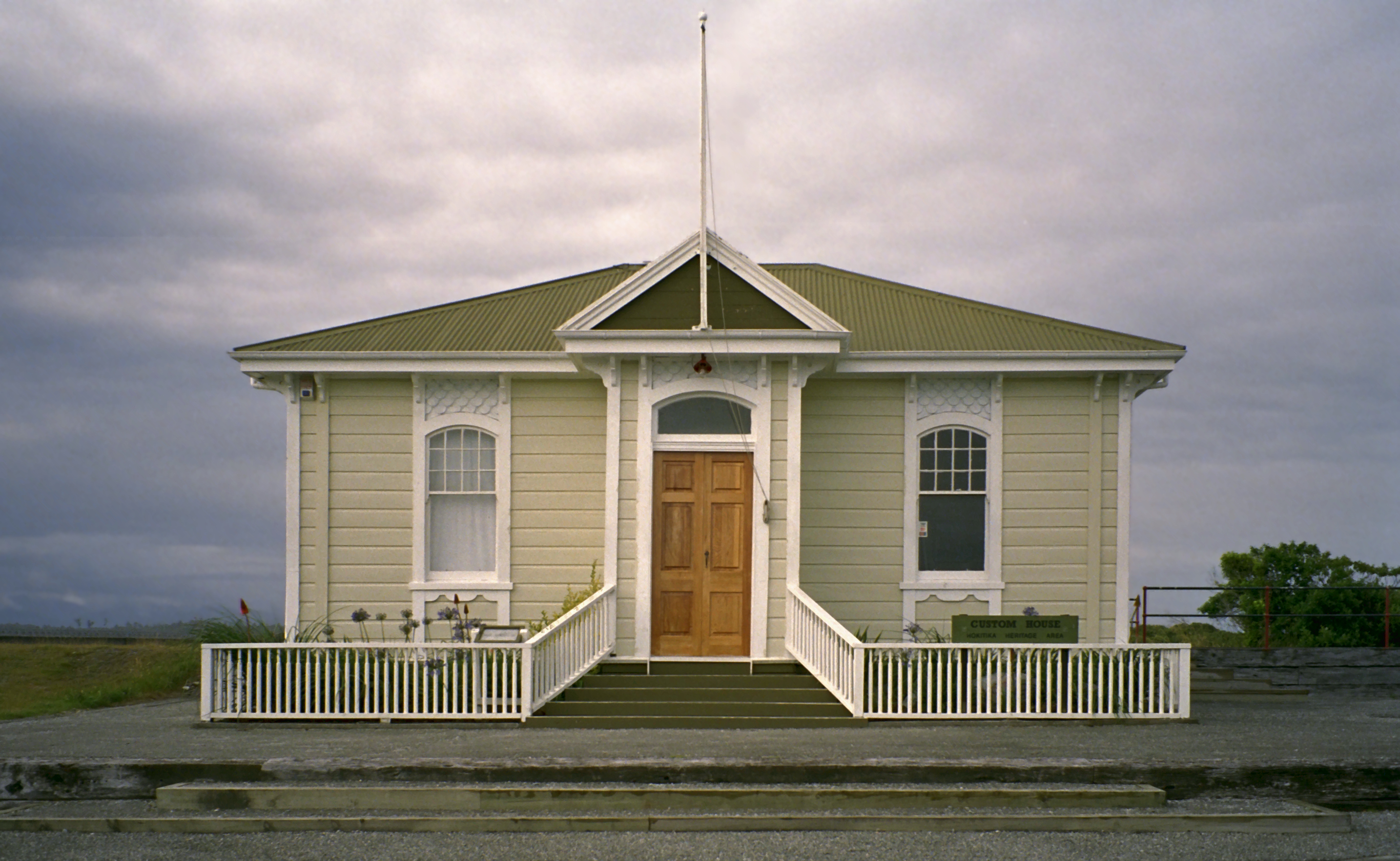
Aduana de Hokitika, construida en 1895.

| Parámetros climáticos promedio de Hokitika | Parámetros climáticos promedio de Hokitika | Parámetros climáticos promedio de Hokitika | Parámetros climáticos promedio de Hokitika | Parámetros climáticos promedio de Hokitika | Parámetros climáticos promedio de Hokitika | Parámetros climáticos promedio de Hokitika | Parámetros climáticos promedio de Hokitika | Parámetros climáticos promedio de Hokitika | Parámetros climáticos promedio de Hokitika | Parámetros climáticos promedio de Hokitika | Parámetros climáticos promedio de Hokitika | Parámetros climáticos promedio de Hokitika | Parámetros climáticos promedio de Hokitika |
| Mes                                        | Ene.                                       | Feb.                                       | Mar.                                       | Abr.                                       | May.                                       | Jun.                                       | Jul.                                       | Ago.                                       | Sep.                                       | Oct.                                       | Nov.                                       | Dic.                                       | Anual                                      |
| ------------------------------------------ | ------------------------------------------ | ------------------------------------------ | ------------------------------------------ | ------------------------------------------ | ------------------------------------------ | ------------------------------------------ | ------------------------------------------ | ------------------------------------------ | ------------------------------------------ | ------------------------------------------ | ------------------------------------------ | ------------------------------------------ | ------------------------------------------ |
| Temp. máx. media (°C)                      | 19.4                                       | 20.0                                       | 18.7                                       | 16.7                                       | 14.2                                       | 12.3                                       | 12.0                                       | 12.5                                       | 13.9                                       | 15.1                                       | 16.6                                       | 18.1                                       | 15.8                                       |
| Temp. media (°C)                           | 15.6                                       | 16.0                                       | 14.7                                       | 12.5                                       | 10.0                                       | 8.0                                        | 7.5                                        | 8.2                                        | 9.8                                        | 11.3                                       | 12.7                                       | 14.3                                       | 11.7                                       |
| Temp. mín. media (°C)                      | 11.7                                       | 12.0                                       | 10.6                                       | 8.4                                        | 5.9                                        | 3.7                                        | 2.9                                        | 3.9                                        | 5.7                                        | 7.4                                        | 8.8                                        | 10.6                                       | 7.6                                        |
| Lluvias (mm)                               | 250                                        | 172                                        | 217                                        | 249                                        | 245                                        | 233                                        | 232                                        | 224                                        | 250                                        | 286                                        | 240                                        | 278                                        | 2875                                       |
| Días de lluvias (≥ 1mm)                    | 13                                         | 10                                         | 13                                         | 13                                         | 15                                         | 14                                         | 14                                         | 15                                         | 16                                         | 17                                         | 15                                         | 16                                         | 171                                        |
| Horas de sol                               | 211                                        | 184                                        | 170                                        | 142                                        | 116                                        | 102                                        | 121                                        | 137                                        | 142                                        | 158                                        | 182                                        | 194                                        | 1860                                       |
| Humedad relativa (%)                       | 83.3                                       | 86.1                                       | 84.3                                       | 86.0                                       | 87.6                                       | 86.6                                       | 85.7                                       | 83.4                                       | 81.7                                       | 81.3                                       | 80.6                                       | 82.2                                       | 84.1                                       |
| Fuente: NIWA Climate Data                  |                                            |                                            |                                            |                                            |                                            |                                            |                                            |                                            |                                            |                                            |                                            |                                            |                                            |

## Educación
En 1875 había una escuela "abierta recientemente" en Hokitika con casi 350 alumnos. El Distrito Escolar de Hokitika ofreció educación primaria y secundaria durante muchos años.
En la actualidad existen 3 escuelas mixtas.